# باميلا سالم
باميلا سالم (بالإنجليزية: Pamela Salem)‏ هي ممثلة بريطانية، ولدت في 22 يناير 1950 في مومباي في الهند.

## أعمال

### أفلام
- (1983) لا تقل أبدا مرة اخرى.

## وصلات خارجية
- باميلا سالم على موقع IMDb (الإنجليزية)
- باميلا سالم على موقع ألو سيني (الفرنسية)
- باميلا سالم على موقع ميوزك برينز (الإنجليزية)
- باميلا سالم على موقع أول موفي (الإنجليزية)
- باميلا سالم على موقع قاعدة بيانات الأفلام السويدية (السويدية)
- باميلا سالم على موقع قاعدة بيانات الفيلم (الإنجليزية)
- باميلا سالم على موقع كينوبويسك (الروسية)